# Баян-Кол
Баян-Кол (тув. Баян-Кол) — село у Кизилському кожууні Республіки Тива (Росія). Відстань до районного центру Каа-Хем 71 км, до центру республіки міста Кизила 63 км, до Москви 3893 км.

## Населення
| Рік       | 2011 | 2012 | 2013 | 2014 | 2015 |
| --------- | ---- | ---- | ---- | ---- | ---- |
| Населення | 1255 | 1245 | 1227 | 1239 | 1223 |

В 1915 році в Баян-Колі народився Ховенмей Байкара — тувинський письменник і перекладач.